# Protestantisme à Strasbourg
Pour un article plus général, voir Protestantisme en Alsace.

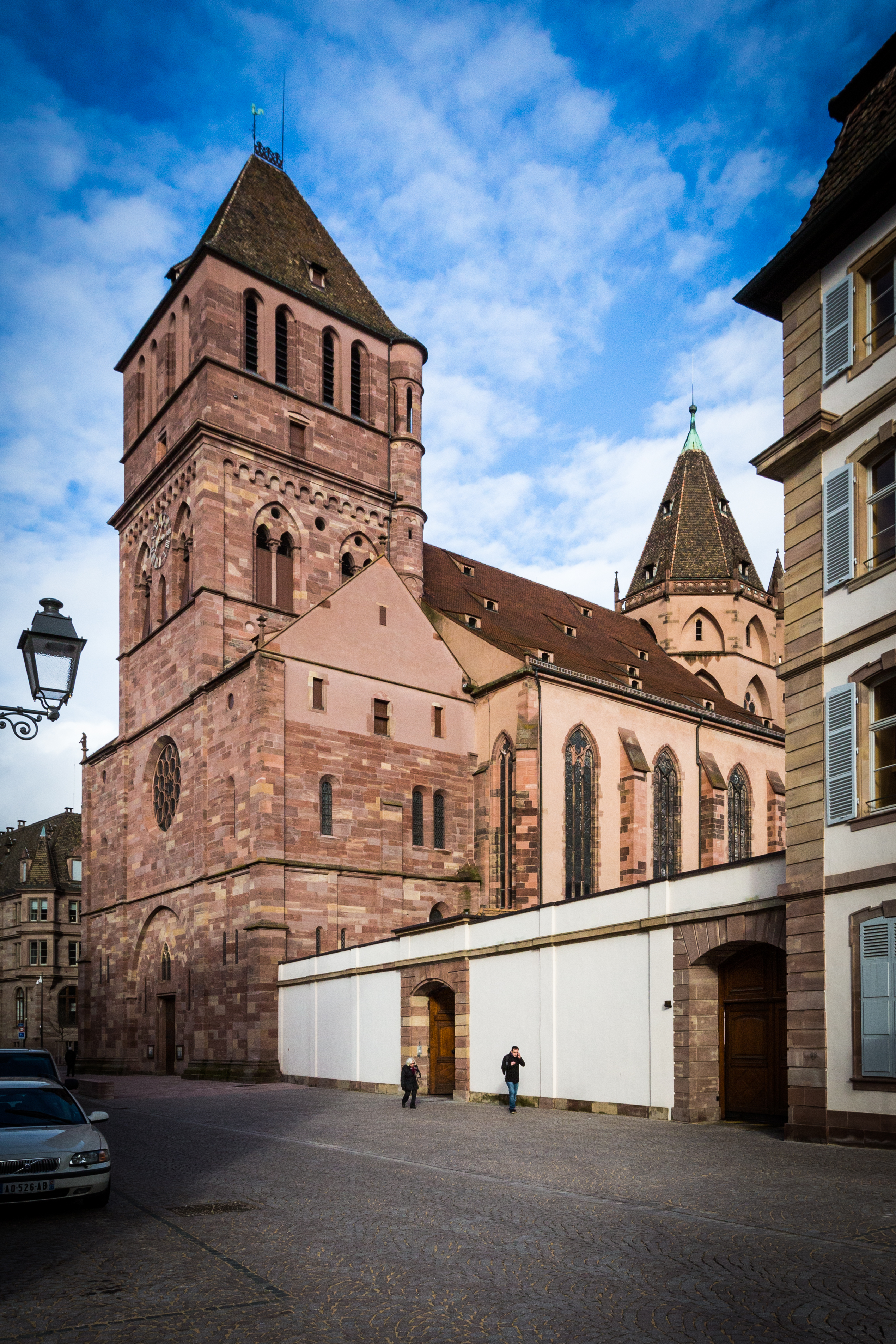
Église luthérienne Saint-Thomas de Strasbourg.

Le protestantisme à Strasbourg est un aspect important de l'histoire et de la sociologie de cette ville. La Réforme protestante est introduite à Strasbourg dès 1518, et la cathédrale est affectée au culte protestant en 1529.

## Histoire
La Réforme protestante commence en 1517, lorsque le théologien Martin Luther affiche ses 95 thèses contre le commerce des indulgences sur les portes de l'église de la Toussaint de Wittemberg, en Saxe. Dès 1518, Matthieu Zell prêche à Strasbourg à la manière luthérienne. En 1520, Pierre-Philippe de Remiremont prêche la Réforme dans l'église Saint-Pierre-le-Vieux de Strasbourg. En 1524, le pasteur Martin Bucer s'installe dans l'église Sainte-Aurélie de Strasbourg, hors les murs du Vieux Strasbourg, puis 1531 dans l'église Saint-Thomas de Strasbourg.
En 1529 la cathédrale est affectée au culte protestant. La ville adhère officiellement au luthéranisme en 1532. En 1538, Jean Calvin prononce son premier sermon à Strasbourg, à l'église Saint-Nicolas. Cette même année est créée l'Académie protestante de Strasbourg, à l'origine du Gymnase Jean-Sturm et de l'Université de Strasbourg. En 1545, le pasteur Jean Marbach y installe le culte luthérien. En 1577, le calvinisme est banni de la ville au profit du luthéranisme. La plupart des couvents sont dissous. À la fin du XVIe siècle, un tiers de l’Alsace est devenue protestante.
En 1681, après la guerre de Trente Ans la ville est annexée par la France et le catholicisme est réintroduit. Les églises Saint-Pierre-le-jeune et Saint-Pierre-le-vieux sont partagées entre culte protestant et culte catholique sous le régime du simultaneum). En 1679, le roi rend la cathédrale et une quarantaine d’églises aux catholiques.
En 1789, à la Révolution française est construit l'église réformée du Bouclier, seul lieu de culte réformé (calviniste) à Strasbourg. Occupé par les révolutionnaires Jacobins, il revient aux protestants après la Terreur. Après la Seconde Guerre mondiale et le retour de l'Alsace-Lorraine à la France, l'Église Saint-Paul de Strasbourg, ancienne paroisse des militaires allemands protestants, est racheté par le professeur Jean Monnier et devient la seconde église réformée de la ville. Les trois départements restent dans le cadre du Concordat en Alsace-Moselle, et les pasteurs de l'Union des Églises protestantes d'Alsace et de Lorraine, luthériens et réformés, sont salariés de l’État, ainsi que les professeurs de la faculté de théologie protestante de Strasbourg.
En 1842 sont fondées par le pasteur François-Henri Haerter les diaconesses de Strasbourg, communauté de femmes religieuses. Elles fondent un hôpital, des maisons de retraite et en 1871 le collège Lucie Berger.
En 1962 est fondé l'EHPAD Emmaüs Koenigshoffen, et en 2008 l’EHPAD Siloë à Ostwald. En 1979 est fondé le Conseil protestant de Strasbourg. Aujourd'hui 10 à 15 % de la population strasbourgeoise se déclare protestante.